# Kiribati világörökségi helyszínei
Kiribati területéről eddig egy helyszín került fel a világörökségi listára.
| | Phoenix-szigetek Természetvédelmi Terület |
| 2010 |                                           |
| Természeti (VII)(IX) |                                           |
| Védett terület: 40 825 000 ha, hivatkozás: 1325 |                                           |
| A Csendes-óceán déli részén a mintegy négyszázezer négyzetkilométert elfoglaló Phoenix-szigetek Természetvédelmi Terület a világ legnagyobb kiterjedésű tengeri védett területe. A Phoenix-szigeteket nyolc atoll és egy zátonyrendszer alkotja, ezek tengerszint feletti összterülete összesen 28 négyzetkilométer. A szigetek valójában vulkáni kúpok tetején kialakult korallképződmények. A természetvédelmi területen elszórva 14 tenger alatti hegycsúcsot azonosítottak, de a feltételezések szerint számuk eléri a harmincat. Az átlagos vízmélység négyezer méter, egyes helyeken a hatezer métert is meghaladja. A szigetek körzetében szinte érintetlen a természet, védetté nyilvánításuk óta közelükben tilos a halászat. Csak az egyik szigeten élnek állandó lakosok, így az emberi jelenlét majdnem teljes hiányának köszönhetően itt található a világ egyik legnagyobb korall-ökoszisztémája. A térség élővilága egyedülállóan sokszínű, hozzávetőleg nyolcszáz állatfaj otthona, köztük számos veszélyeztetett tengeri teknős és madárfajé. Korallokból eddig mintegy kétszáz fajt azonosítottak, a halfajok száma ötszáz körülire tehető, tengeri emlősökből 18 faj egyedei élnek itt és vándorlása során negyvennégy madárfaj használja pihenőhelyül a szigeteket. |                                           |

## Elhelyezkedése
|  | Phoenix-szigetek |